# Mazda6
Mazda6 er en stor mellemklassebil fra den japanske bilfabrikant Mazda, som første gang blev præsenteret på det 35. Tokyo Motor Show (27. oktober til 7. november 2001). I Japan hedder modellen Mazda Atenza. Dette navn er afledt af det italienske ord "attenzione" (advarsel). Modellen var den første, som blev forbundet med Mazdas slogan "Zoom-Zoom". Ved introduktionen i Japan den 20. maj 2002 nåede modellen på seks dage op på 4.000 bestillinger.

## Første generation (2002−2008)
Modelkoden for den første Mazda6 fra 2002 er GG for den firedørs sedan og den femdørs combi coupé ("Sport") eller GY for stationcarversionen ("Sport Kombi"), og dermed følger modelkoden bogstavrækkefølgen for forgængeren Mazda 626 (GF/GW). Fra sommeren 2005 var betegnelsen GG1 hhv. GY1.
Til Europa, Japan, Australien og dele af Asien bygges Mazda6 på de japanske fabrikker i Hiroshima og Hōfu. I februar 2002 rullede den første Mazda6 til Europa af samlebåndet i Hōfu.
Bilen kom på markedet i Europa i juni 2002. Såvel i Japan som Europa kunne Mazda6 siden august 2002 fås med firehjulstræk.
I Nordamerika kom bilen på markedet i januar 2003, hvor produktionen begyndte den 1. oktober 2002 hos Auto Alliance International (AAI – et joint venture mellem Ford Motor Company og Mazda Motor Company siden 1992) i Flat Rock (Michigan). Derudover bygges modellen til det sydamerikanske marked i Bogotá, Columbia. Til det kinesiske marked bygges bilen siden marts 2003 i Changchun hos FAW Car Company Limited.
Frem til marts 2006 blev bilen bygget over hele verden i mere end 1.000.000 eksemplarer. Førhen har ingen Mazda-model opnået dette styktal så kort tid efter sin introduktion.
- Bagfra
- Mazda6 Sport-Kombi (2002–2005)

Bilen vandt mere end 120 gruppetests og priser, og bl.a. bestod den som den første bil 100.000 km-testen i det tyske biltidsskrift Auto Bild uden fejl. I 2003 kom bilen på andenpladsen til Årets Bil i Europa (efter Renault Mégane) og opnåede allerede inden november 2002 23 priser i 16 lande.

### Sikkerhed
Modellen er blevet kollisionstestet af Euro NCAP to gange, i 2003 og 2005 begge gange med et resultat på fire stjerner ud af fem mulige.

### Motorer
| Model              | Cylindre | Ventiler | Slagvolume cm³ | Max. effekt kW (hk) / omdr. | Max. drejningsmoment Nm / omdr. | Gearkassetyper1 | 0-100 km/t sek. | Topfart km/t | Byggeår     |
| ------------------ | -------- | -------- | -------------- | --------------------------- | ------------------------------- | --------------- | --------------- | ------------ | ----------- |
| Benzinmotorer      |          |          |                |                             |                                 |                 |                 |              |             |
| 1.8 MZR2           | 4        | 16       | 1798           | 88 (120) / 5500             | 165 / 4300                      | M5              | 10,7            | 197          | 2002 − 2008 |
| 2.0 MZR2           | 4        | 16       | 1999           | 104 (141) / 6000            | 181 / 4500                      | M5, M6, A5      | 9,7             | 208          | 2002 − 2005 |
| 2.0 MZR2           | 4        | 16       | 1999           | 108 (147) / 6500            | 184 / 4000                      | M5, M6, A5      | 9,7             | 211          | 2005 − 2008 |
| 2.3 MZR2           | 4        | 16       | 2261           | 122 (166) / 6500            | 207 / 4000                      | M5, M6, A5      | 8,9             | 214          | 2002 − 2008 |
| 2.3 MZR2 DISI3 MPS | 4        | 16       | 2261           | 191 (260) / 5500            | 380 / 3000                      | M6              | 6,6             | 240          | 2005 − 2008 |
| 3.0 MZI4           | 6        | 24       | 2967           | 162 (220) / 6300 − 6500     | 260 / 4750 − 5000               | M6, A5          | 8,0             | 230          | 2002 − 2008 |
| Dieselmotorer      |          |          |                |                             |                                 |                 |                 |              |             |
| 2.0 MZR2-CD        | 4        | 16       | 1998           | 89 (121) / 3500             | 3105 / 2000                     | M5              | 10,8            | 198          | 2002 − 2008 |
| 2.0 MZR2-CD        | 4        | 16       | 1998           | 100 (136) / 3500            | 310 / 2000                      | M6              | 10,4            | 200          | 2002 − 2005 |
| 2.0 MZR2-CD        | 4        | 16       | 1998           | 105 (143) / 3500            | 360 / 2000                      | M6              | 9,5             | 205          | 2005 − 2008 |

1 M5 = Femtrins manuel gearkasse; M6 = Sekstrins manuel gearkasse; A5 = Femtrins automatisk gearkasse

2 MZR = Mazda Responsive

3 DISI = Direct Injection Spark Ignition

4 Kun for Nordamerika

5 Fra 2005 320 Nm

### Facelift
I juni 2005 fik modelserien (nu type GG1/GY1) et facelift, som indeholdt en ny frontskørte, en let ændret kølergrill og en diskret ændret hækskørte. Modificerede for- og baglygter, nye farver og nyt indtræk i kabinen, nye farver, modificerede motorer og sekstrins gearkasse hørte til de videre nyheder.
I september 2005 fik dieselmodellerne vedligeholdelsesfrit partikelfilter som standardudstyr.
I august 2006 kom den kraftigere version Mazda6 MPS med firehjulstræk.
- Mazda6 Sport-Kombi (2005–2008)
- Mazda6 Sport (2005–2008)

## Anden generation (2008−2012)
Efterfølgeren med modelkoden GH fortsatte den nye designlinje fra anden generation af Mazda2 og voksede kun lidt i målene. Den officielle præsentation fandt sted på Frankfurt Motor Show 2007.
Ved introduktionen i februar 2008 kunne modellen kun fås som sedan og combi coupé, mens stationcarudgaven kom ud til forhandlerne i april 2008. I de Forenede Arabiske Emirater hedder modellen Mazda 6 Ultra og fås kun med den 3,7-liters V6-motor med 203 kW (276 hk).
Motorerne blev let modificeret, så benzinmotorernes effekt går fra 88 kW (120 hk) til 125 kW (170 hk) og dieselmotorerne fra 92 kW (125 hk) til 136 kW (185 hk). Mazda fortsatte letbygningsstrategien, som begyndte med Mazda2, så anden generation af Mazda6 alt efter variant er ca. 35 kg lettere end forgængeren. Samtidig kunne Mazda nedsætte brændstofforbruget med op til 12%.
Den nye Mazda6 deler nogle komponenter med den i 2007 introducerede Ford Mondeo. Mange dele blev også brugt til de kommende nye udgaver af Jaguar X-Type og Volvo S60. Klassiske platformdele, som er almindelige i andre bilkoncerner, findes ikke hos Mazda, Ford og co.. Det er kun nogle få komponenter som er fælles, og dermed bygger anden generation af Mazda6 mere på forgængeren end på den aktuelle Ford Mondeo.
- Bagfra
- Mazda6 sedan (2008–2010)
- Mazda6 Sport (2008–2010)
- Instrumentbræt
- Mazda6 Sport Dynamic

### Sikkerhed
Modellen er i 2009 blevet kollisionstestet af Euro NCAP med et resultat på fem stjerner ud af fem mulige.

### Facelift
I foråret 2010 fik Mazda6 et diskret facelift. En ny 2,0-liters benzinmotor blev introduceret, hvilket førte til lavere brændstofforbrug og overholdelse af Euro5-normen. Optisk blev bl.a. forlygter, kølergrill og kofangere modificeret.
Ved udgangen af 2012 indstilledes produktionen af Mazda6 II.
- Mazda6 Sport (2010−2012)
- Bagfra
- Mazda6 sedan (2010−2012)
- Mazda6 Sport Combi (2010−2012)

### Motorer
| Model          | Cylindre | Ventiler | Slagvolume cm³ | Max. effekt kW (hk) / omdr. | Max. drejningsmoment Nm / omdr. | Gearkassetyper1 | 0-100 km/t sek. | Topfart km/t | Byggeår           |
| -------------- | -------- | -------- | -------------- | --------------------------- | ------------------------------- | --------------- | --------------- | ------------ | ----------------- |
| Benzinmotorer  |          |          |                |                             |                                 |                 |                 |              |                   |
| 1.8 MZR2       | 4        | 16       | 1798           | 88 (120) / 5500             | 165 / 4300                      | M5              | 11,3            | 200          | 1/2008 − 12/2012  |
| 2.0 MZR2       | 4        | 16       | 1999           | 108 (147) / 6500            | 185 / 4000                      | M6, A5          | 9,9             | 214          | 1/2008 − 4/2010   |
| 2.0 MZR2-DISI3 | 4        | 16       | 1999           | 114 (155) / 6200            | 193 / 4500                      | M6, A5          | 10,0            | 217          | 4/2010 − 12/2012  |
| 2.5 MZR2       | 4        | 16       | 2488           | 125 (170) / 6000            | 225 / 4000                      | M6              | 8,0             | 220          | 1/2008 − 12/2012  |
| 3.7 MZI4       | 6        | 24       | 3721           | 203 (276)                   | 365 / 4250                      |                 |                 |              | 1/2008 − 12/2012  |
| Dieselmotorer  |          |          |                |                             |                                 |                 |                 |              |                   |
| 2.0 MZR2-CD    | 4        | 16       | 1998           | 103 (140) / 3500            | 330 / 2000                      | M6              | 10,5            | 204          | 2/2008 − 11/2008  |
| 2.2 MZR2-CD    | 4        | 16       | 2184           | 92 (125) / 3500             | 310 / 1600                      | M6              | 10,7            | 195          | 11/2009 − 4/2010  |
| 2.2 MZR2-CD    | 4        | 16       | 2184           | 95 (129) / 3500             | 340 / 1800                      | M6              | 10,9            | 195          | 4/2010 − 12/2012  |
| 2.2 MZR2-CD    | 4        | 16       | 2184           | 120 (163) / 3500            | 360 / 1800                      | M6              | 9,2             | 212          | 12/2008 − 12/2012 |
| 2.2 MZR2-CD    | 4        | 16       | 2184           | 132 (180) / 3500            | 400 / 1800                      | M6              | 8,7             | 218          | 4/2010 − 12/2012  |
| 2.2 MZR2-CD    | 4        | 16       | 2184           | 136 (185) / 3500            | 400 / 1600                      | M6              | 8,3             | 218          | 1/2009 − 4/2010   |

1 M5 = Femtrins manuel gearkasse; M6 = Sekstrins manuel gearkasse; A5 = Femtrins automatisk gearkasse

2 MZR = Mazda Responsive

3 DISI = Direct Injection Spark Ignition

4 Kun for Nordamerika og Arabien

## Tredje generation (2012−)
Den tredje generation af Mazda6 fejrede sin verdenspremiere på Moskva Motor Show 2012 som firedørs sedan. Modellen er efter CX-5 den anden bilmodel, som følger Mazdas nye designlinje Kodo.
Modellen kom til Danmark i slutningen af 2012. Samtidig med sedanen introduceredes en ny stationcarversion, som ser kortere ud end sedanen men alligevel er længere end forgængeren. Combi coupé-versionen blev derimod taget af programmet uden afløser. Bemærkelsesværdigt er det at Mazda for første gang sælger stationcar til samme pris som sedan.
Ud over karrosseriet og motorerne med den nye Skyactiv-teknologi har bilen talrige andre nye tekniske funktioner, blandt andet en City-nødbremseassistent, som selv bremser bilen i en faresituation.
Derudover introduceredes ligeledes det såkaldte I-Eloop-system, som opbevarer den ved bremsning opståede energi i en kondensator og benytter den som supplerende strømkilde til lys, radio osv. Derved aflastes motoren en hel del og kan dermed udnytte sin fulde effekt til kørslen, hvilket samtidig reducerer brændstofforbruget.
- Bagfra
- Mazda6 sedan (2012−)

### Teknik
Motorerne i tredje generation af Mazda6 er alle udstyret med Mazdas nye Skyactiv-teknologi. Det drejer sig om benzinmotorer på 2,0 og 2,5 liter (145, 165 og 192 hk) samt 2,2-liters dieselmotorer (150 og 175 hk). Karrosseriet er i forhold til forgængeren betydeligt større, da der nu kun findes én version i hele verden mod tidligere også en anden, større version i Nordamerika.

#### Tekniske specifikationer[9]
| Model                  | Slagvolume cm³ | Max. effekt kW (hk) / omdr. | Max. drejnings- moment Nm / omdr. | 0-100 km/t sek. | Topfart km/t | Byggeår  |
| ---------------------- | -------------- | --------------------------- | --------------------------------- | --------------- | ------------ | -------- |
| Benzinmotorer          |                |                             |                                   |                 |              |          |
| 2.0 Skyaktiv-G         | 1998           | 107 (145) / 6000            | 210 / 4000                        | 9,5             | 208          | 8/2012 − |
| 2.0 Skyaktiv-G         | 1998           | 121 (165) / 6000            | 210 / 4000                        | 9,1             | 216          | 8/2012 − |
| 2.5 Skyaktiv-G i-Eloop | 2488           | 141 (192) / 5700            | 256 / 3250                        | 7,8             | 223          | 8/2012 − |
| Dieselmotorer          |                |                             |                                   |                 |              |          |
| 2.2 Skyaktiv-D i-Eloop | 2191           | 110 (150) / 4500            | 380 / 2000                        | 9,1             | 211          | 8/2012 − |
| 2.2 Skyaktiv-D i-Eloop | 2191           | 129 (175) / 4500            | 420 / 2000                        | 7,8             | 223          | 8/2012 − |